# Karel van Eerd
Carolus Johannes Maria (Karel) van Eerd (Veghel, 8 april 1938 – aldaar, 15 december 2022) was een Nederlandse supermarktondernemer. Jarenlang was hij algemeen directeur en daarna president-commissaris van Jumbo Supermarkten. Hij gold als een van de pioniers van het vrijwillig filiaalbedrijf sinds de opkomst van de zelfbediening van supermarkten in de jaren 50 van de twintigste eeuw.

## Begin
Zijn werkzame leven begon in 1956 toen zijn vader, Frits van Eerd senior, eigenaar van Van Eerd Groothandel in Veghel, gedwongen werd het rustiger aan te doen. Al in 1957 nam Karel van Eerd de dagelijkse leiding over.

## Overname Kroon
In het midden en oosten van Brabant was Van Eerd Groothandel eind jaren 60 sterk vertegenwoordigd. De jaaromzet groeide in één klap van 18 naar 24 miljoen gulden met de overname van drie Kroon-groothandels in Limburg die op het punt stonden met elkaar te fuseren. Eind jaren 70 werden de groothandels van concurrent A&O overgenomen.

## Jumbo
De naam Jumbo en de formule kocht Van Eerd in 1983 voor een miljoen gulden van de 24-jarige supermarktondernemer Jan Meurs uit Tilburg. Halverwege de jaren 80 beschikte de groothandel over drie winkels met de naam Jumbo. Het uitgangspunt van de formule was een breed assortiment tegen scherpe prijzen. Al snel waren er tientallen Jumbo's in Zeeland, Brabant en Limburg. Naar het voorbeeld van de Amerikaanse keten Walmart besloten de Van Eerds in de jaren 90 de winkel op te zetten volgens het concept "geen aanbiedingen, maar altijd lage prijzen".

## EDI
In 1988 stond Karel van Eerd aan de basis van het systeem van Electronic Data Interchange (EDI) voor levensmiddelen. Hij lanceerde het idee om prijzen en productspecificaties in Europese landen te verzamelen en ze met behulp van computertechnologie op Europees niveau met elkaar te vergelijken.

## Officier in de Orde van Oranje-Nassau
In 2002 volgde zijn zoon Frits hem op als algemeen directeur; hij werd zelf voorzitter van de Raad van Commissarissen. In 2007 vierde Karel van Eerd zijn vijftigjarig jubileum bij het bedrijf. Hij werd vanwege zijn verdiensten benoemd tot officier in de Orde van Oranje-Nassau. In hetzelfde jaar opende Jumbo zijn honderdste vestiging en telde het bedrijf veertienduizend medewerkers. De omzet passeerde voor het eerst de grens van 1 miljard euro, een groei van 30 procent ten
opzichte van het jaar ervoor. Karel van Eerd overleed in december 2022, kort na het aftreden van zijn zoon Frits in verband met betrokkenheid bij een strafzaak.

## Golfwinkels
Naast de supermarkten exploiteerde Karel van Eerd met zijn echtgenote een eigen golfbaan, The Duke in Nistelrode. Daarnaast waren zij sinds 2003 eigenaar van zeven golfwinkels. Jumbo Golfwereld werkt volgens precies dezelfde principes als de supermarkten.